# Unterseeboot 9 (1910)
Pour les articles homonymes, voir Unterseeboot 9.
Le sous-marin allemand Unterseeboot 9 (Seiner Majestät Unterseeboot 9 ou SM U-9), navire de tête du type U 9, a été construit par la Kaiserliche Werft de Dantzig, et lancé le 22 février 1910 pour une mise en service le 18 avril 1910. Il a servi pendant la Première Guerre mondiale sous pavillon de la Kaiserliche Marine.
Il est le premier des 4 U-Boote côtiers de type U 9.

## Histoire
Le 1er août 1914, le Kapitänleutnant Otto Weddigen en prend le commandement. Il est secondé par Johannes Spieß.
Le 22 septembre 1914 (voir : action du 22 septembre 1914), en patrouille dans la mer du Nord, le SM U-9 aperçoit un groupe de trois croiseurs de la classe Cressy comprenant le HMS Aboukir, le HMS Cressy, et le HMS Hogue. Il les coule avec ses six torpilles, en une heure entraînant la mort de 1 459 marins britanniques,. Les membres de l'Amirauté, qui considéraient jusqu'alors les sous-marins comme des jouets[réf. nécessaire], révisent leur avis.
Le 15 octobre 1914, le SM U-9 attaque le croiseur HMS Hawke qui coule en quelques minutes, avec son capitaine, 26 officiers et 500 hommes. Seuls quatre officiers et 60 hommes sont sauvés.
Le 12 janvier 1915, Johannes Spieß relève Weddigen, et commande le U-9 jusqu'au 19 avril 1916. Au cours de cette période, il coule 13 navires totalisant 8 635 tonneaux de jauge brute : 10 petits bateaux de pêche et trois navires à vapeur britanniques (Don, Queen Wilhelmina et Serbino).
À partir de mi-avril 1916, le SM U-9 servit à l’entraînement et fut démoli comme tous les sous-marins allemands encore en état après la fin de la guerre, à Morecambe en 1919.

## Commandement
- Kapitänleutnant Otto Weddigen du 1er août 1914 au 11 janvier 1915
- Oberleutnant zur See Johannes Spieß du 12 janvier 1915 au 19 avril 1916

## Affectations
- Flotille I du 1er août 1914 au 7 juillet 1915
- Flottille de la Baltique du 7 juillet 1915 au 29 avril 1916
- Flottille d'entrainement du 20 avril 1916 au 11 novembre 1918

## Patrouilles
Le SM U-9 a effectué 7 patrouilles de guerre pendant sa vie active.

## Palmarès
Le SM U-9 a coulé 14 navires marchands pour un total de 9 715 tonnes et 4 navires de guerre pour un total de 43 350 tonnes.
| Date              | Nom du navire    | Nationalité | Tonnage  |
| ----------------- | ---------------- | ----------- | -------- |
| 22 septembre 1914 | HMS Aboukir      | Royaume-Uni | 12 000 t |
| 22 septembre 1914 | HMS Cressy       | Royaume-Uni | 12 000 t |
| 22 septembre 1914 | HMS Hogue        | Royaume-Uni | 12 000 t |
| 15 octobre 1914   | HMS Hawke        | Royaume-Uni | 7 350 t  |
| 3 mai 1915        | Bob White        | Royaume-Uni | 191 t    |
| 3 mai 1915        | Coquet           | Royaume-Uni | 176 t    |
| 3 mai 1915        | Hector           | Royaume-Uni | 179 t    |
| 3 mai 1915        | Hero             | Royaume-Uni | 173 t    |
| 3 mai 1915        | Iolanthe         | Royaume-Uni | 179 t    |
| 3 mai 1915        | Northward Ho     | Royaume-Uni | 180 t    |
| 3 mai 1915        | Progress         | Royaume-Uni | 273 t    |
| 4 mai 1915        | Rugby            | Royaume-Uni | 205 t    |
| 5 mai 1915        | Straton          | Royaume-Uni | 273 t    |
| 6 mai 1915        | Merrie Islington | Royaume-Uni | 147 t    |
| 8 mai 1915        | Don              | Royaume-Uni | 939 t    |
| 8 mai 1915        | Queen Wilhelmina | Royaume-Uni | 3 590 t  |
| 16 août 1915      | Serbino          | Royaume-Uni | 2 205 t  |
| 5 novembre 1915   | Dagö (n.4)       | Russie      | 1 080 t  |

### Source
- (en) Cet article est partiellement ou en totalité issu de l’article de Wikipédia en anglais intitulé « SM U-9 » (voir la liste des auteurs).